# トシリズマブ
トシリズマブ（Tocilizumab、別名アトリズマブ:Atlizumab）は、ヒト化抗ヒトIL-6受容体モノクローナル抗体で、インターロイキン-6 (IL-6) の作用を抑制し免疫抑制効果を示す分子標的治療薬である。関節リウマチ (RA) や全身型若年性特発性関節炎（小児の重症型関節炎）の治療に用いられる。マウスで作成された抗ヒトIL-6受容体 (IL-6R) モノクローナル抗体を基に、遺伝子組換え技術により産生されたヒト化キメラ抗体で、IL-6Rに対してIL-6より優先的に結合する。IL-6は免疫反応に重要な役割を持つサイトカインであり、自己免疫疾患、多発性骨髄腫、前立腺癌等多くの疾患に関与するので、トシリズマブがIL-6を阻害する事でこれらの疾患が改善する。商品名アクテムラ。大阪大学と中外製薬が共同開発した。

## 効能・効果
- 関節リウマチ（関節の構造的損傷の防止を含む）[※ 1]（皮下注で承認されている効能はこれのみ）[1][2]
- 多関節に活動性を有する若年性特発性関節炎[※ 1]
- 全身型若年性特発性関節炎[※ 1]
- キャッスルマン病に伴う諸症状および検査所見[※ 2]の改善

1. 1 2 3  既存治療で効果不充分
2. ↑  C反応性蛋白高値、フィブリノーゲン高値、赤血球沈降速度亢進、ヘモグロビン低値、アルブミン低値、全身倦怠感

点滴静注または皮下注射で投与される。点滴には約1時間を掛ける必要がある。

### 関節リウマチ
トシリズマブは中等度から重症の関節リウマチの治療にメトトレキサートと併用される。メトトレキサートに不忍容の場合は単剤投与も可能である。疾患修飾性抗リウマチ薬(DMARDs) またはTNF-αが無効または不忍容の場合にのみ使用を考慮して良い。疾患の進行速度を遅くして、身体機能を改善する。点滴は4週間間隔、皮下注射は2週間間隔が基本である。

### 全身型若年性特発性関節炎
全身型若年性特発性関節炎(SJIA) の治療法は関節リウマチの治療と同様であり、メトトレキサートに忍容の場合は併用される。点滴の投与間隔は4週間または2週間である。2歳以上の小児に対する安全性と有効性が確立されている 。
2011年、米国FDAはトシリズマブを希少疾患治療薬（活動性全身型若年性特発性関節炎、SJIA）に認定した。SJIAは小児に発生する重症全身性関節炎である。日本では難病認定されている。

### キャッスルマン病
日本ではトシリズマブはキャッスルマン病の治療薬としても承認されている。キャッスルマン病とは、稀なB細胞性良性腫瘍である。

### 視神経脊髄炎
初期の症例報告として、治療抵抗性視神経脊髄炎（NMO、通称：Devic病）に対する有効例が報告されている。

## 禁忌
重篤な感染症または活動性結核を有している患者には禁忌である。IL-6が誘導する炎症の急性期反応を抑制するので、感染症に罹患しても気付かずに発見が遅れ、致命的な経過を辿る可能性がある。

## 副作用
重大な副作用とされているものは、
- アナフィラキシーショック（0.1%未満）、アナフィラキシー（0.1%）、
- 肺炎（3.3%）、帯状疱疹（2.0%）、感染性胃腸炎（0.8%）、蜂巣炎（1.4%）、感染性関節炎（0.5%）、敗血症（0.5%）、非結核性抗酸菌症（0.4%）、結核（0.1%）、ニューモシスチス肺炎（0.3%）等の日和見感染を含む重篤な感染症、
- 間質性肺炎（0.5%）、心不全（0.2%）、腸管穿孔（0.2%）、
- 無顆粒球症（0.1%未満）、白血球減少（4.8%）、好中球減少（1.9%）、血小板減少（2.1%）

である。
多く見られる副作用は、上気道感染症（10%以上）、風邪、頭痛、血圧上昇（5%以上）、ALT等の肝酵素上昇も5%以上に見られるが自覚症状は出ない。コレステロール値の上昇も多い。頻度の少ない副作用として、眩暈、多彩な感染症、皮膚・粘膜の発疹、胃炎、口内炎がある。

## 妊産婦・授乳婦
胎児に対する影響を検討対象とした臨床試験は実施されていない。動物実験ではトシリズマブを大量に投与した際に胎児死亡が増加した。乳汁中に分泌されるか否かは明らかにされておらず、乳児への影響も定かではない。

## 相互作用
他剤との相互作用は知られていない。トシリズマブ単回投与後にシンバスタチン濃度が57%に低下したが、臨床効果への影響は見られなかった。可能性のある機序としては、関節リウマチで上昇したIL-6がシトクロムP450―特に CYP1A2、CYP2C9、CYP2C19、CYP3A4―の生合成を阻害していた事が考えられる。トシリズマブによってIL-6濃度が下がり、シトクロム量が回復し、シンバスタチンの代謝が増加したと思われる。

## 作用機序
インターロイキン-6の機能の一つに、免疫成立および炎症形成への関与がある。関節リウマチ等の自己免疫疾患ではIL-6の血中濃度が異常に高い。トシリズマブは細胞膜上のIL-6受容体および可溶性IL-6受容体と結合して、炎症誘導効果を遮断する。

## 開発の経緯
インターロイキン-6とその受容体は1980年代に大阪大学で発見されクローニングされた。1997年に中外製薬が関節リウマチに対する臨床試験を開始した。キャッスルマン病および全身型若年性特発性関節炎に対する臨床試験はそれぞれ2001年と2002年に開始された。ホフマン・ラ・ロシュが2003年にライセンス供与を受けた。
2008年に公表されたデータで、関節リウマチに対するトシリズマブとメトトレキサートの併用療法の有効性が示された。その後の研究で、単剤療法や他のDMARDsとの併用療法も中等度〜重症関節リウマチ成人患者で有効であり、一般に忍容性も高い事が示された。
2005年6月、日本でキャッスルマン病に対する使用が承認された。
2009年1月、欧州医薬品庁 (EMA) が関節リウマチに対して制限付きで使用を承認した。
2009年5月、豪州保健省治療製品局に承認され、2010年8月から医薬品給付制度に採用された。
2009年7月、ニュージーランドでも市販が承認され、行政組織Pharmacは特定条件下でのトシリズマブの使用に対する助成を全身型若年性特発性関節炎 (SJIA) について2013年7月に、関節リウマチについて2014年7月に決定した。
2010年1月、米国FDAがEMAと同じ条件で使用を承認した。
2011年4月、米国FDAが2歳以上のSJIA治療へのトシリズマブ使用を承認した。
2011年8月、EMAがSJIA治療への使用を承認した。
2021年6月、米国FDAが新型コロナの治療薬として緊急使用を許可した。
2021年12月、中外製薬が厚生労働省に新型コロナの治療薬として承認を申請。2022年1月20日に開かれた厚労省専門部会で審議し、承認することが了承された。

## 研究事例
トシリズマブを肺高血圧症に応用する研究が実施されている。
COVID-19に対する薬剤転用研究の対象でもある。

## その他
- トシリズマブの目的は寛解導入。
- 血漿中の遊離IL-6濃度とトシリズマブの治療効果は逆相関するとの報告がある[30]。
- 投与間隔は短縮可能であるが、投薬開始後の間隔延長や打ち切りは、症状悪化を招き困難な場合がある。
- 免疫力低下の発現に対処しても、結果的に異常免疫細胞のさらなる増殖というパラドックスの可能性がある。
- 厚生労働省は2022年1月21日、新型コロナウイルス感染症の治療に使うことを承認した。肺炎を起こし、酸素投与が必要な患者が対象となる。免疫の過剰な反応によって起きる炎症を抑え、呼吸機能の悪化を防ぐのが目的。点滴で投与し、ステロイド薬と併用する。